# Pedro Sánchez Pérez-Castejón
Pedro Sánchez Pérez-Castejón (castellà: Pedro Sánchez)  (Madrid, 29 de febrer de 1972) és un economista i polític espanyol, secretari general del Partit Socialista Obrer Espanyol (PSOE) i president del Govern d'Espanya des del 2 de juny de 2018. Va ser diputat al Congrés dels Diputats en les novena i quinzena legislatures de les Corts Generals. És professor d'Estructura Econòmica i Història del Pensament Econòmic a la Universitat Camilo José Cela de Madrid. És casat i té dues filles.

## Infància i joventut
Pedro Sánchez va néixer en el barri madrileny de Tetuán. El seu pare ha estat empleat del sector financer i empresari, així com militant socialista. La seva mare ha estat funcionària de la Seguretat Social. Va cursar els estudis de batxillerat a l'Instituto Ramiro de Maeztu de Madrid. Va jugar al Club Baloncesto Estudiantes fins als 21 anys, i és aficionat de l'Atlètic de Madrid.
El 1990 va començar a estudiar la llicenciatura de Ciències Econòmiques i Empresarials en el Real Centro Universitario María Cristina a San Lorenzo de El Escorial, i el 1995 va finalitzar els seus estudis. El 1993 es va afiliar al PSOE, després de la victòria de Felipe González a les eleccions d'aquest any. Va realitzar un màster en Política Econòmica de la Unió Europea per la Universitat Lliure de Brussel·les (1997-1998) i un Programa de Lideratge per a la Gestió Pública per l'escola de negocis IESE - Universidad de Navarra. Parla, a banda del castellà, el francès i l'anglès.

## Carrera política

### Inicis polítics (1998-2003)
Amb 26 anys va treballar com assessor al Parlament Europeu, col·laborant amb la socialista Bárbara Dührkop Dührkop (on també va coincidir amb Óscar López) i, més tard, amb el cap de gabinet de l'Alt Representant de les Nacions Unides a Bòsnia, Carlos Westendorp, en el transcurs de la Guerra de Kosovo.
El 2000 va ser un dels delegats en el 35è Congrés Federal del PSOE, en el qual va sortir escollit José Luis Rodríguez Zapatero com a secretari general i José Blanco com a secretari d'Organització. Sánchez es va envoltar, aleshores, de col·laboradors tals com Óscar López i Antonio Hernando, pròxims al secretari d'organització.

### Regidor de l'Ajuntament de Madrid (2004-2009)
Va formar part de la llista electoral del PSOE a les eleccions municipals de 2003 a Madrid, essent la cap de llista Trinidad Jiménez en unes eleccions que va guanyar Alberto Ruiz-Gallardón del Partit Popular. Essent el número 23 de la llista (tot i les instruccions provinents de la secretaria federal d'organització, el Partit Socialista de Madrid no va col·locar-lo més amunt), no va aconseguir acta de regidor (el PSOE va aconseguir només 21 regidors). No obstant això, el 18 de maig de 2004 va aconseguir convertir-se en regidor, després de la renúncia d'Elena Arnedo. Aleshores es va convertir en un component fonamental de l'equip de la líder de l'oposició, Trinidad Jiménez.
Entre el 2004 i 2009, va ser un dels 320 membres de l'Assemblea General de Caja Madrid, actuant com a representant, a proposta del PSOE, de l'Ajuntament de Madrid. Al mateix temps, va continuar treballant amb José Blanco, especialment en tasques relacionades amb processos electorals, com ara les eleccions gallegues de 2005, en les quals el Partit dels Socialistes de Galícia (PSdG) va aconseguir 8 diputats, fet que va permetre a Emilio Pérez Touriño arribar a la presidència de la Xunta de Galicia, o el fallit intent de Miguel Sebastián per aconseguir l'alcaldia de Madrid el 2007.
El 2006 es va casar amb María Begoña Gómez Fernández, amb la qual té dues filles. El seu casament va ser oficiat per la seva correligionària, i aleshores regidora de l'Ajuntament de Madrid, Trinidad Jiménez.
En les eleccions municipals de 2007 va revalidar la seva acta de regidor. Des de l'oposició va ocupar responsabilitats a les àrees d'Economia, Urbanisme i Habitatge.
A les eleccions generals de 2008 va formar part de la candidatura socialista per la circumscripció de Madrid, tot i que no va aconseguir ser elegit. Entre 2008 i 2013, va ser professor associat d'estructura econòmica i d'història del pensament econòmic a la Facultat de Ciències Jurídiques i Empresarials de la Universitat Camilo José Cela.

### Diputat al Congrés (2009-2011)
Després de la renúncia de Pedro Solbes a la seva acta de diputat, el setembre de 2009, va ocupar la seva vacant al Congrés dels Diputats, motiu pel qual va deixar el seu lloc al consistori madrileny. Durant la seva primera legislatura com a diputat, va desenvolupar les responsabilitats de portaveu adjunt de la Comissió de Política Territorial, a més de ser membre de les comissions d'Afers Exteriors i la Mixta d'Afers Europeus.
El 2010, els periodistes parlamentaris el van escollir com el diputat revelació. Aquell mateix any va treballar amb Trinidad Jiménez en les primàries en les que es va enfrontar, sense èxit, amb Tomás Gómez per la candidatura a la presidència de la Comunitat de Madrid, el 2011.

### Activitat professional i doctorat (2011-2013)
A les eleccions generals de 2011 va ser col·locat en onzena posició de la llista del PSOE per Madrid, però va tornar a quedar fora del Congrés en quedar-se el seu partit amb només deu diputats en aquesta circumscripció.
Sense responsabilitats polítiques, va preparar el seu doctorat i es va dedicar a la seva activitat professional, exercint com a consultor d'un consorci europeu i com a professor universitari. Des del novembre de 2012 és doctor en Economia i Empresa per la Universitat Camilo José Cela de Madrid, després de la presentació de la seva tesi doctoral, titulada Innovacions de la diplomàcia econòmica espanyola: anàlisi del sector públic (2000-2012).

#### Controvèrsia de la tesi doctoral
El setembre de 2018, va aparèixer l'acusació de plagi d'alguns mitjans de comunicació, i la suposada autoria conjunta (amb Carlos Ocaña Orbis) de la tesi doctoral de Pedro Sánchez ('Innovaciones de la diplomacia económica española; Análisis del sector público: 2000-2012'), fet que Miguel Sebastián i Carlos Ocaña van negar públicament, afegint aquest que a partir d'aquesta tesi s'havia publicat el llibre La nueva diplomacia económica española (Editorial Delta), en el que Sánchez, (consti el que consti a l'ISBN) apareix com a autor principal als registres internacionals, així com a la portada i a la contraportada del llibre. Redactors de El País van afirmar que la tesi de Pedro Sánchez no contenia plagi en una proporció significativa, segons l'anàlisi antiplagi de tres programes (Viper, Plagscan i Turnitin), mentre que el diari ABC' va demostrar dies més tard que Sánchez va plagiar sis textos d'altres autors amb un total de 161 línies.

### Secretari general del PSOE (2014-)

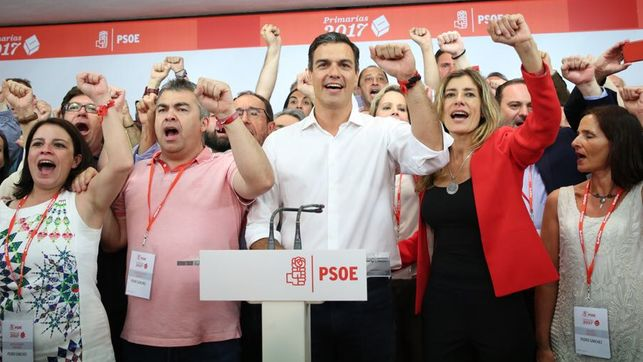
Pedro Sánchez, després de la seva victòria a les primàries del PSOE el 2017, canta La Internacional

Va ser de nou diputat al Congrés dels Diputats el 2013 per la circumscripció de Madrid en representació del PSOE, aconseguint el lloc per renúncies d'altres electes, no aconseguint l'escó per votació popular fins a les Eleccions generals espanyoles de 2015.
Fou escollit secretari general del PSOE en un congrés extraordinari el juliol de 2014 després amb el 48,7% dels suports enfront del 36,14% que va obtenir Eduardo Madina. A principi de 2016 va fracassar en el seu intent de ser investit president del govern. Sota el mandat de Sánchez, el PSOE va obtenir els pitjors resultats de la seva història en la majoria de comicis celebrats: eleccions generals, autonòmiques i municipals.
Després de les eleccions generals del 26 de juny de 2016, Mariano Rajoy va demanar insistentment l'abstenció del Grup Socialista per poder ser investit com a president del Govern. Sánchez es va mantenir ferm en la seva posició de no facilitar un executiu del Partit Popular, però les pressions per finalitzar la inestabilitat política a Espanya i les lluites internes amb alguns líders territorials del partit van dur a una gran crisi interna al PSOE. Així, després de perdre les eleccions a Galícia i Euskadi l'1 d'octubre es va convocar un Comitè Federal on la proposta del secretari general, consistent a celebrar un Congrés Extraordinari, va ser tombada. Sánchez, al·legant que no podia administrar aquella decisió, va presentar la seva dimissió. Aquell mateix dia, una gestora, encapçalada per Javier Fernández, es va fer càrrec de la direcció del partit. Es va obrir un nou procés de primàries per la Secretaria general del partit, on es van presentar Sánchez, Patxi López i Susana Díaz. El 21 de maig de 2017 Pedro Sánchez s'imposà amb el 50,21% dels vots.

### Moció de censura a Mariano Rajoy i primera legislatura (2018-2019)
El 31 de maig del 2018, després de la sentència del Cas Gürtel, el PSOE va presentar una moció de censura a Mariano Rajoy. Finalment, la votació va prosperar i Pedro Sánchez fou nomenat president del govern espanyol l'1 de juny del mateix any. Des d'aleshores va ser president del Govern, fins que el 15 de febrer es va veure obligat a convocar eleccions pel 28 d'abril de 2019, després que els seus pressupostos fossin rebutjats amb 158 vots a favor, 191 en contra i 1 abstenció.

### Eleccions d'abril de 2019, investidura fallida i convocatòria de noves eleccions.
Sánchez va guanyar les eleccions amb 123 diputats (39 més que els que tenia) i traient 57 més que la segona força, el Partit Popular. Un mes després, el PSOE també va ser el partit més votat en el conjunt de les eleccions municipals i europees. La divisió en tres de la dreta tancà la possibilitat d'una coalició de dretes i confirmà que només el PSOE de Sánchez podria formar govern de manera realista.
Tot i que, al principi, se suposava que Sánchez no tindria gaires dificultats per a aconseguir la investidura tot es va anar complicant. Unides Podem volia un govern de coalició amb el PSOE que inclogués la vicepresidència per a Pablo Iglesias, però els socialistes vetaven la presència d'Iglesias al Govern. Iglesias va acabar renunciant a estar en el Govern, però finalment, les negociacions entre ambdós partits van fracassar i Sánchez va perdre la segona votació d'investidura amb 124 vots a favor (PSOE i PRC), 155 en contra (PP, Cs, Vox, JxCAT, CC i UPN) i 67 abstencions (Podem, ERC, PNB, EH Bildu i Compromís). Finalment, el termini per formar govern es va esgotar i es van convocar noves eleccions que es van celebrar el 10 de novembre de 2019.

### Segona legislatura (2019-2023)
En les Eleccions generals espanyoles de novembre de 2019, el PSOE va tornar a guanyar clarament les eleccions, tot i perdre 3 diputats (passant de 123 a 120). Pocs dies després, els socialistes van arribar a un pre-acord amb Podem per a investir-lo president. També va arribar a acords amb PNB, TE, Compromís, Bloc Nacionalista Gallec (BNG) i NC pel seu vot favorable. També va acordar l'abstenció d'ERC a canvi d'una mesa de diàleg entre els governs català i espanyol. Aquest últim acord va fer que el PRC, que tenia un acord amb Sánchez, el trenqués i anunciés el seu vot contrari. El 7 de gener de 2020, va ser investit president del Govern amb 167 vots a favor (PSOE, Podem, PNB, Més País, Compromís, BNG, NC i TE), 165 en contra (PP, Vox, Cs, JxCAT, CUP, UPN, PRC i Ana Oramas, que es va saltar l'abstenció aprovada pel seu partit, CC) i les 18 abstencions d'ERC i EH Bildu.
En 13 de març de 2019, donat que en pocs dies les xifres d'afectats durant la pandèmia per coronavirus de 2019-2020 s'havien disparat a 4.231 casos diagnosticats i 132 morts, dels quals més de la meitat (2.659 casos i 66 morts) ho eren a la Comunitat de Madrid, forçant al govern a decretar l'estat d'alarma.
Durant la seva segona legislatura van sortir a la llum nombrosos casos d'infiltració de policies espanyols en moviments socials.
Advocà per l'autonomia del Sàhara Occidental com «la base més seriosa, creïble i realista per a la resolució d'aquest assumpte». Fou un canvi molt significatiu de postura institucional d'Espanya, que passà a reconèixer la sobirania del Marroc sobre l'antiga colònia espanyola del Sàhara Occidental. Va continuar la pressió d'immigrants indocumentats a la Frontera entre Espanya i el Marroc a Ceuta, Melilla i les Illes Canàries, amb incidents com la Massacre de Melilla.
El mes de juny de 2022 la taxa interanual de l'índex de preus al consum va arribar al 10,2%, el nivell més elevat des de l'abril del 1985 a l'estat espanyol.
El 24 de novembre de 2022 va arribar al Palau de la Moncloa, a Madrid, Espanya, una carta bomba de les enviades per Pompeyo González Pascual dirigida a Pedro Sánchez. La bomba va ser destruïda en una explosió controlada, sense que es registressin ferits.

### Tercera legislatura (2023-)
En les Eleccions generals espanyoles de juliol de 2023, el PP va ser el partit més votat però el candidat Nuñez Feijóo no va aconseguir ser investit al Congrés dels Diputats amb 172 vots a favor del PP, Vox, Coalició Canària (CC) i Unió del Poble Navarrès (UPN), i 177 en contra.
El 16 de novembre de 2023, Sánchez fou reelegit president del govern espanyol per majoria absoluta del Congrés dels Diputats després d'acceptar una llei d'amnistia per als represaliats durant el Procés independentista català amb 179 vots a favor (PSOE, la coalició Sumar, Esquerra Republicana de Catalunya, Junts, Euskal Herria Bildu, PNB, Bloc Nacionalista Gallec i CC) i 171 en contra (PP, Vox i UPN). Aquesta investidura va comportar l'inici d'un nou govern de coalició entre el PSOE i la coalició Sumar. El 20 de novembre va presentar el seu nou consell de ministres, amb 12 dones i 10 homes, deixant fora de l'Executiu a Podem, que va passar al grup mixt després de desavinences entre aquests i Moviment Sumar.
El 24 d'abril de 2024 el president va decidir cancel·lar la seva agenda per estudiar la renúncia al càrrec per la guerra judicial contra la seva dona Begoña Gómez per una denúncia de Manos Limpias i va decidir continuar, tot i que amb dificultats per tirar endavant les seves polítiques, amb la negativa dels socis a recolzar les seves iniciatives per castigar el proxenetisme o la reforma de llei del sòl, i desenes de votacions perdudes com el projecte de llei per reformar la Llei d'Arrendaments Urbans per fer front a la crisi de l'habitatge, la no convalidació de les mesures per reforçar el sistema elèctric, afectat per l'apagada elèctrica massiva de 2025 o les crítiques de l'oposició per la presumpta finançament il·legal, suborn i tràfic d'influències, arran del cas Koldo.
El govern de l'estat va anunciar el 5 de novembre una resposta immediata i urgent seguida d'un pla de reconstrucció, per després rellançar i transformar els territoris afectats on va declarar la Zona afectada greument per una emergència, va demanar a la Comissió Europea l'ajuda del Fons de Solidaritat Europeu i al Consell Europeu i al Parlament Europeu la reprogramació dels fons de cohesió per poder-los dedicar en part a pal·liar els danys ocasionats per desastres naturals.